# Scorpaena agassizii
Scorpaena agassizii behoort tot het geslacht Scorpaena van de familie van schorpioenvissen. Deze soort komt voor in het oosten van d Atlantische Oceaan van North Carolina via de Golf van Mexico tot het noorden van Zuid-Amerika op diepten van 46 tot 275 meter. Zijn lengte bedraagt zo'n 20 cm. De vis is giftig.